# Ordem de São Jorge
A Ordem Militar Imperial de São Jorge, o Grande Mártir e Vitorioso (em russo: Импера́торский Вое́нный о́рден Свято́го Великому́ченика и Победоно́сца Гео́ргия; romaniz.: Imperatorskiy Voyennyy orden Svyatogo Velikomuchenika i Pobedonostsa Georgiya) é uma condecoração russa de altíssimo prestígio, destinada exclusivamente a reconhecer méritos militares. Foi instituída pela imperatriz Catarina II em 7 de dezembro (26 de novembro no calendário juliano) de 1769 em homenagem a São Jorge, com o objetivo de distinguir oficiais por bravura em combate e tempo de serviço. Suprimida após a Revolução de Outubro de 1917 por Lenin, a ordem foi restaurada como honraria da Federação da Rússia em 2000, após ter sido brevemente revivida entre 1918 e 1920 por unidades do Exército Branco durante a Guerra Civil Russa.
O sistema da ordem compreende quatro classes, sendo a Primeira Classe a mais elevada distinção. Ela podia ser acompanhada da Cruz de São Jorge, outorgada a praças e suboficiais. Ao longo de sua história, mais de 10 mil pessoas foram agraciadas com a ordem; dessas, apenas 23 receberam a Primeira Classe, e só quatro foram condecoradas com todas as quatro classes. Em ocasiões especiais, a insígnia da Primeira Classe foi usada simbolicamente: pela própria Catarina II, ao instituir a ordem, e por Alexandre II no centenário da criação da honraria. A Segunda Classe foi concedida a 125 pessoas.
O primeiro condecorado oficialmente, excetuando-se Catarina II, foi o tenente-coronel Fiódor Ivanovich Fabrician, que recebeu diretamente a Terceira Classe em dezembro de 1769. Já o primeiro agraciado com a Quarta Classe foi o major Reinhold Ludwig von Patkul, em fevereiro de 1770. A partir de 24 de junho de 1917, soldados e marinheiros que exercessem funções de oficiais em combate passaram a ser elegíveis para a Quarta Classe, nesse caso, a fita da condecoração era adornada com um ramo de louro de prata.

As insígnias da ordem não eram numeradas, mas registros de condecorados eram mantidos. A ordem se destacava entre as demais honrarias russas por premiar exclusivamente a coragem pessoal no campo de batalha, sendo os critérios de concessão rigidamente definidos pelo estatuto de 1769:
| “ | Nem a nobre linhagem, nem as feridas recebidas diante do inimigo conferem direito a esta ordem; ela é dada àqueles que não apenas cumpriram seu dever com base no juramento, honra e obrigação, mas que também se distinguiram por algum ato corajoso especial ou ofereceram conselhos sábios e úteis ao nosso serviço militar… Esta ordem jamais deve ser retirada: é conquistada por mérito. | ” |

## História

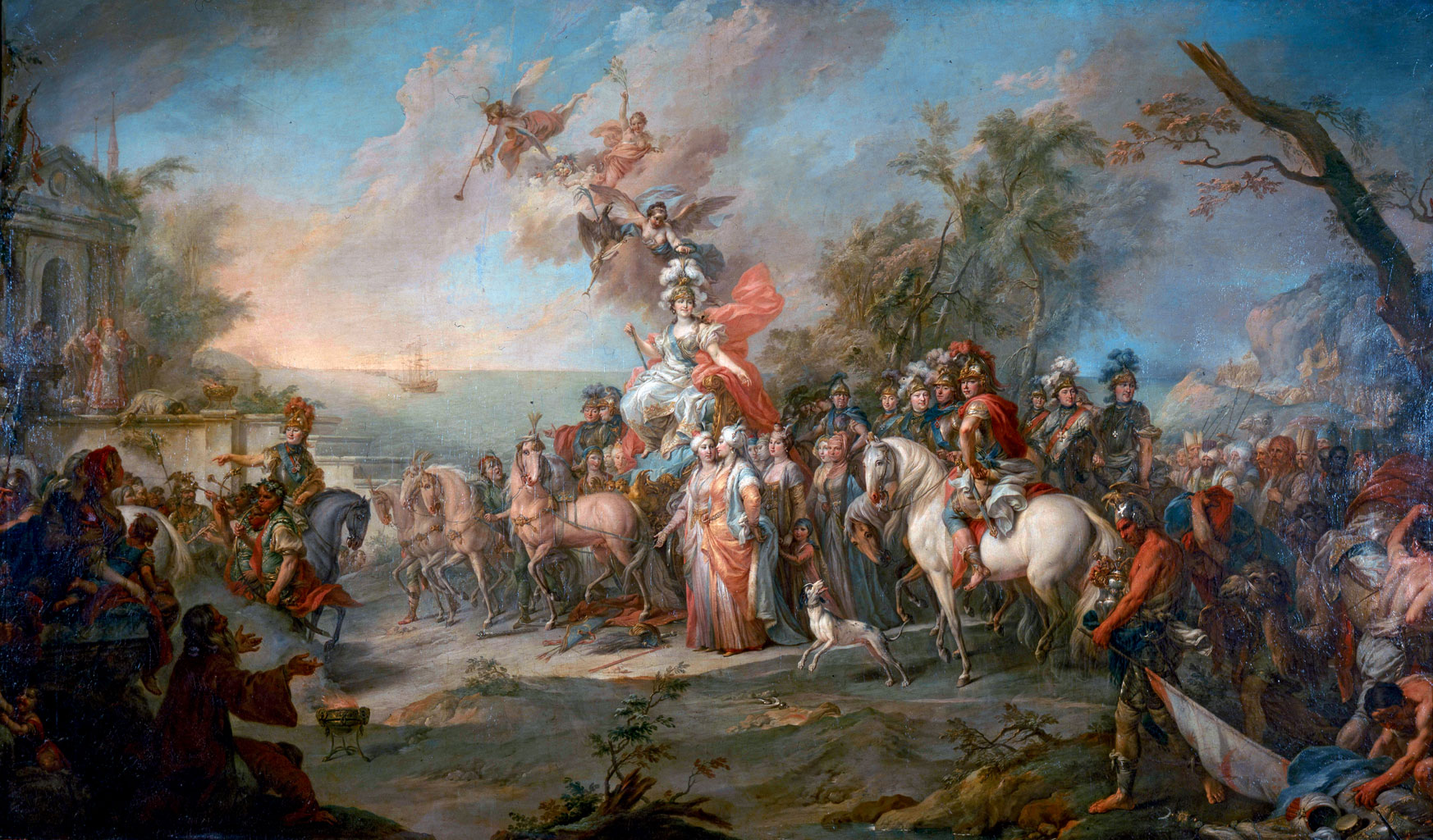
Na pintura de Stefano Torelli intitulada Alegoria da vitória de Catarina II sobre os turcos e tártaros (1772, Galeria Tretyakov), é apresentado um retrato coletivo dos primeiros cavaleiros da Ordem de São Jorge. Estão retratados: Piotr Rumyantsev, Aleksei Orlov, Piotr Panin, Vassili Dolgorukov, Nikolai Repnin e Fiódor Orlov.

A Ordem de São Jorge foi instituída pela imperatriz Catarina II em 7 de novembro (26 de novembro no Calendário Juliano) de 1769, dia de São Jorge, um ano após o início da guerra russo-turca de 1768–1774. Pela primeira vez na Rússia, uma ordem foi dividida em quatro classes e destinada exclusivamente a condecorações por feitos militares notáveis. Também estava prevista a concessão por tempo de serviço: como "nem sempre se apresentam a todo fiel filho da pátria ocasiões em que seu zelo e bravura possam brilhar", podiam aspirar à 4.ª classe aqueles "que serviram como oficiais 25 anos na tropa de campanha terrestre, ou participaram de 18 campanhas navais como oficiais". Nesses casos, as cruzes se diferenciavam visualmente das concedidas por feitos de combate.
Em 1807 foi criado o "Distintivo de Mérito da Ordem Militar" para as praças (soldados e suboficiais), vinculado à Ordem de São Jorge. Esse distintivo (uma cruz de prata) mais tarde passou a ser conhecido informalmente como o “Georgievski Soldatski” ou “Cruz de Soldado de São Jorge”. Não havia limite de vezes que uma mesma pessoa podia ser agraciada com esse distintivo. Oficiais não podiam ser premiados com ele, mas tinham permissão de usá-lo se o tivessem recebido antes de sua promoção ao oficialato.
A premiação com arma branca dourada com a inscrição "Pela bravura" e alça com a fita de São Jorge era oficialmente equiparada à concessão da ordem, e os agraciados com essa arma eram incluídos na lista geral da Ordem de São Jorge.
Em 1833, o estatuto da Ordem foi reformulado e passou a ter uma descrição detalhada dos atos de bravura militar específicos para cada tipo de tropa, os quais concediam direito à condecoração. O tempo de serviço exigido para a premiação por anos de serviço também foi descrito com mais precisão, incluindo agora a exigência de participação em pelo menos um combate para que se pudesse receber a 4.ª classe da Ordem de São Jorge por tempo de serviço.

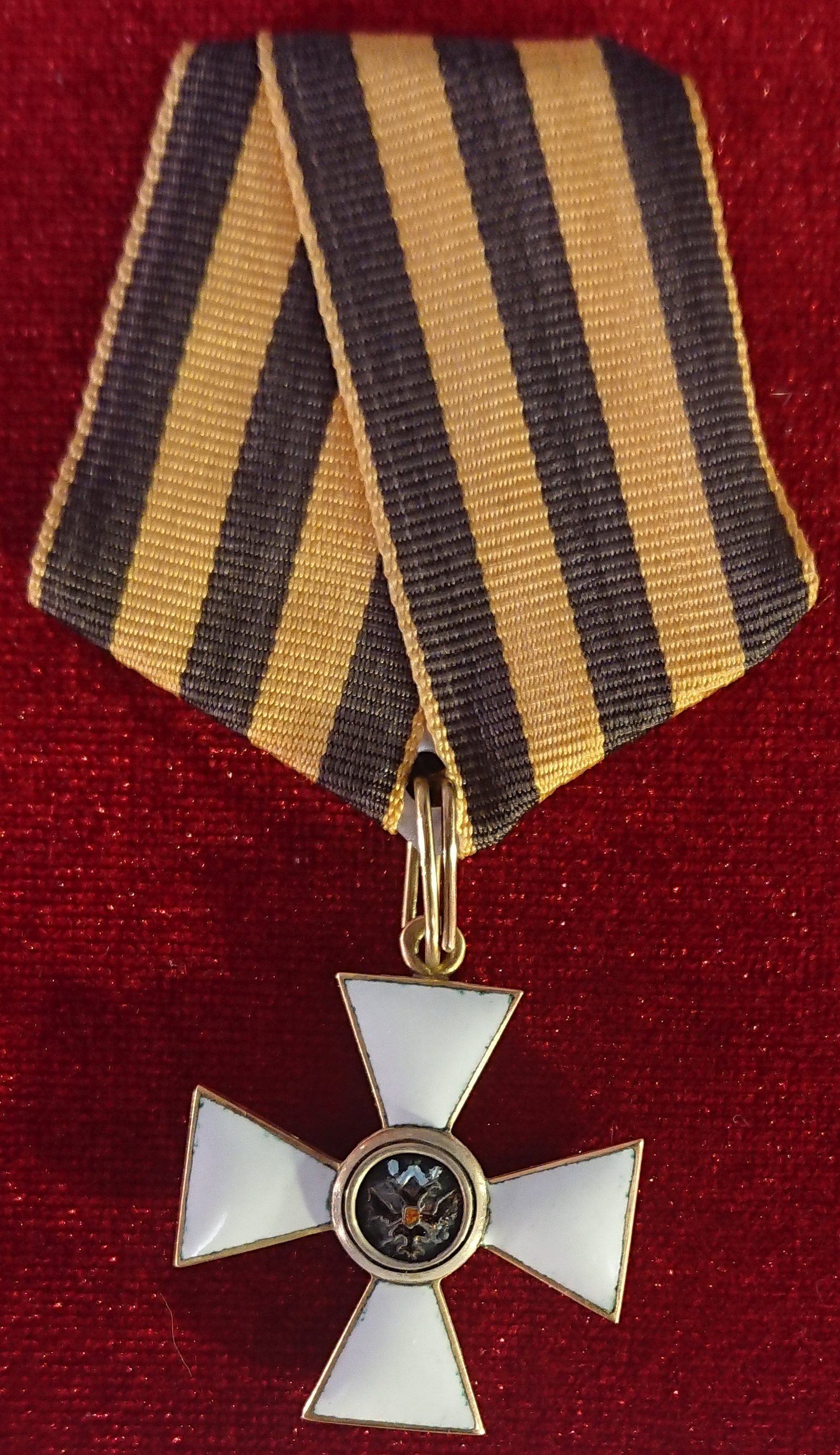
Insígnia da Ordem de São Jorge de 4.ª classe (para não cristãos)

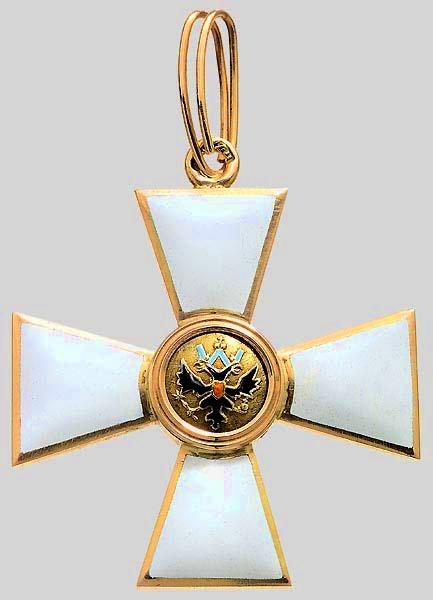
Insígnia da Ordem de 3.ª classe para oficiais de fé não cristã, a partir de 1844

Foi estabelecida uma ordem rigorosa de concessão das classes, da 4.ª para a 3.ª, e assim por diante. No entanto, posteriormente foram feitas exceções a essa regra. Por exemplo, o general Mikhail Grigorievich Chernyaev recebeu diretamente a 3.ª classe da ordem por suas campanhas na Ásia Central, sem passar pela 4.ª. Já o almirante Pavel Stepanovich Nakhimov foi condecorado com a 2.ª classe após a vitória na Batalha de Sinope, mesmo já tendo a 4.ª classe, mas sem ter recebido a 3.ª.
O estatuto também passou a incluir artigos referentes ao “Distintivo de Mérito da Ordem Militar” concedido aos soldados. Como São Jorge é um santo cristão, foi criada uma versão alternativa da ordem para não cristãos, onde, no lugar de São Jorge, aparecia o brasão da Rússia com a águia bicéfala. Esse modelo com a águia foi aprovado por Nicolau I em 29 de agosto de 1844, durante a Guerra do Cáucaso, e o primeiro a recebê-lo foi o major Djamov-bek Kaitagsky. Por causa disso, em memórias e na literatura, há relatos de oficiais do Cáucaso que se questionavam: “por que me deram uma cruz com um pássaro e não com um guerreiro a cavalo?”
A partir de 1845, os agraciados com quaisquer classes das ordens de São Vladimir ou de São Jorge passavam a ter direito à nobreza hereditária, enquanto para as demais ordens isso só ocorria se o condecorado recebesse a 1.ª classe. Antes disso, qualquer ordem (com exceção da polaco-russa Virtuti Militari) garantia automaticamente esse direito.
De 1849 a 1885, os nomes dos cavaleiros da Ordem de São Jorge eram gravados em letras douradas em placas de mármore no Salão de São Jorge do Grande Palácio do Kremlin, em Moscou.
Em fevereiro de 1855, foi emitido um decreto estabelecendo que os cavaleiros da 4.ª classe da ordem, condecorados por tempo de serviço, mas que também tivessem se distinguido em combate e fossem dignos da mesma classe por bravura, tinham o direito de acrescentar à insígnia já recebida uma fita de São Jorge com laço. Isso indicaria que o portador havia sido reconhecido duas vezes: por tempo de serviço e por feito militar. Esses condecorados deveriam ser oficialmente denominados “Cavaleiros da Ordem Militar de São Jorge da 4.ª classe por 25 anos (ou 18 e 20 campanhas navais), com laço”. No entanto, essa distinção não se firmou no sistema de condecorações russo, sendo conhecidos apenas cinco casos de cavaleiros da Ordem de São Jorge com laço.
Em 15 de maio de 1855, por novo decreto, foi cancelada a concessão da 4.ª classe da Ordem de São Jorge por tempo de serviço, sendo substituída pela Ordem de São Vladimir da 4.ª classe, com inscrição específica. A partir de então, a Ordem de São Jorge passou a ser concedida exclusivamente por feitos militares.
Em 1856, foram estabelecidas quatro classes para o “Distintivo de Mérito da Ordem Militar” (o “Georgievski” dos soldados).

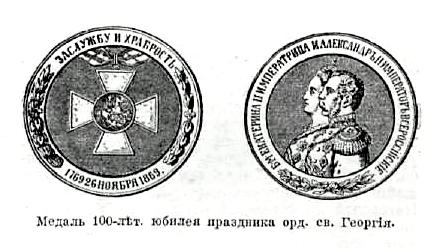

Em 1913, o estatuto da ordem foi novamente alterado, com a inclusão de artigos adicionais e a ampliação da descrição dos feitos militares por tipo de tropa. O “Distintivo de Mérito da Ordem Militar” passou a ter oficialmente o nome de Cruz de São Jorge.
Para os cavaleiros da 4.ª classe da ordem, o tempo exigido para promoção ao próximo posto foi reduzido ao mínimo, variando de um ano nos postos inferiores até quatro anos para a promoção de general de divisão a tenente-general. Os benefícios concedidos aos cavaleiros da Ordem de São Jorge foram ampliados, incluindo desconto em transporte ferroviário, licença anual de dois meses com salário integral, entre outros.
A partir de 29 de junho de 1917, a Ordem de São Jorge de 4.ª classe tornou-se a única ordem da Rússia que podia ser concedida a soldados, desde que tivessem exercido funções de oficial em combate. A fita dessa condecoração era adornada com um ramo de louro em prata. Há registro de dois condecorados com esse tipo de ordem, sendo um deles o bombeiro-sênior Iosif Firsov.

## Estatuto

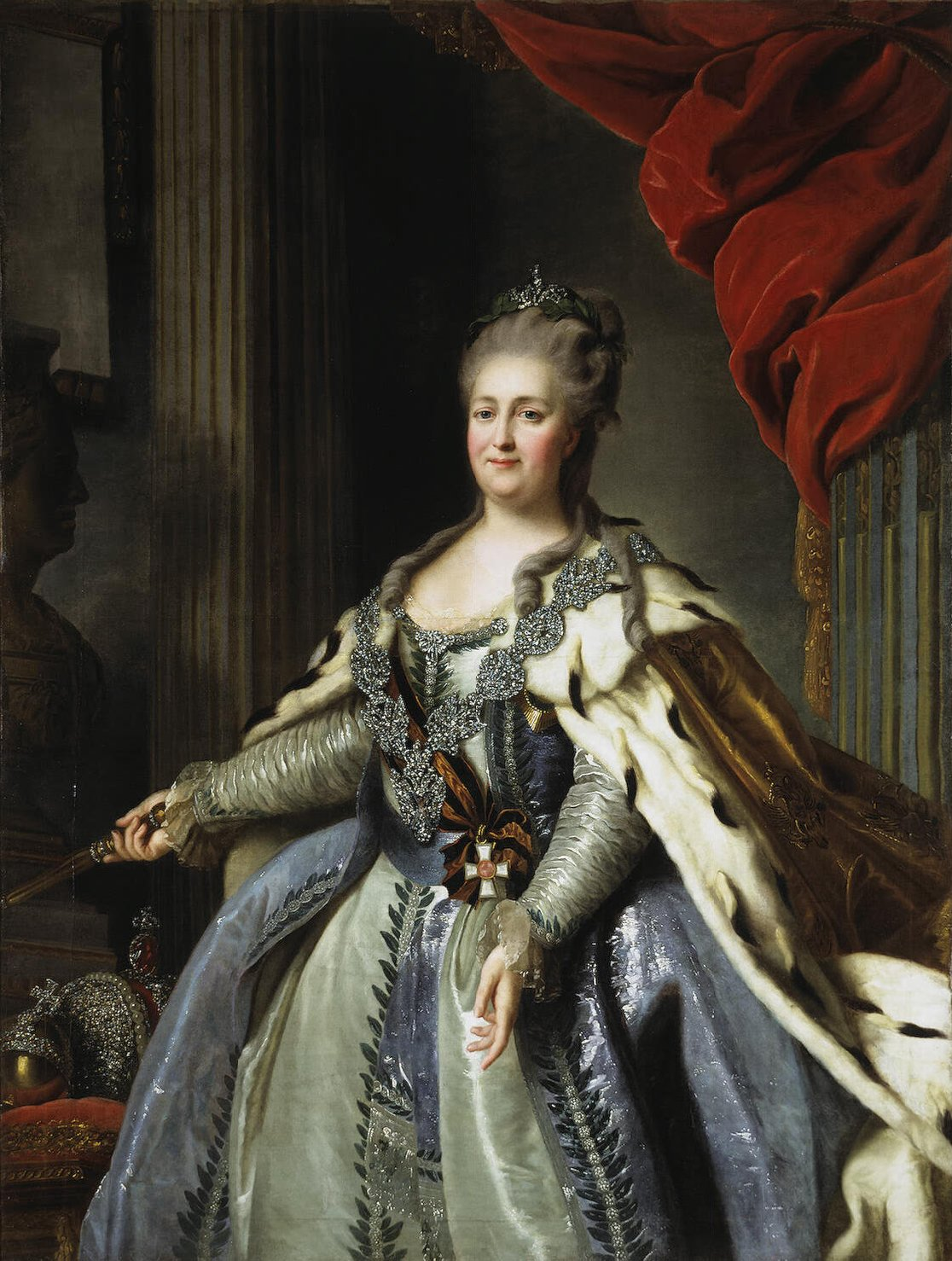
Catarina II com a Ordem de São Jorge de 1.ª classe. Pintura de 1770 por Fiódor Rokotov.

O estatuto da Ordem de São Jorge, instituído por Catarina II, não previa uma concessão estritamente sequencial do grau mais baixo ao mais alto. Frequentemente, por méritos excepcionais, oficiais eram condecorados com graus superiores, sem passar pelos inferiores. A ordem era concedida apenas por distinções especiais em combate, bem como por tempo de serviço em postos de oficial, 25 anos em serviço de campanha terrestre ou 18 campanhas no serviço naval (a partir de 1833, com a condição de participação em pelo menos uma batalha).
Para a concessão das 3.ª e 4.ª classes, o Colégio Militar precisava descrever detalhadamente o feito e reunir provas antes de submetê-las à aprovação do monarca. Já as classes superiores, 1.ª e 2.ª , eram concedidas pessoalmente pelo monarca, a seu critério. No século XIX, a prática de premiações estabeleceu critérios aproximados: para receber a 1.ª classe da Ordem de São Jorge, era necessário vencer uma guerra; para a 2.ª classe, vencer uma batalha de grande importância.
Segundo o estatuto, o número de cavaleiros da ordem não era limitado, podendo ser condecorado qualquer oficial a partir do posto de praporshchik (subtenente, equivalente à 14.ª classe na Tabela de Patentes durante o reinado de Catarina II). Após a reforma de 1884, o posto de oficial mais baixo passou a ser o de podporuchik (segundo tenente, 12.ª classe). O posto de praporshchik foi mantido apenas para tempos de guerra, sendo geralmente conferido a sargentos (unter-ofitsery, унтер-офицеры) em caso de falta de oficiais. Caso um praporshchik fosse condecorado com a 4.ª classe da Ordem de São Jorge, ele era automaticamente promovido a podporuchik, conforme estabelecido no Estatuto de 1913.
O estatuto de Catarina II não determinava quais patentes podiam receber os graus superiores da ordem, isso era definido pela prática. Durante seu reinado, por exemplo, o capitão de artilharia Ivan Bishev foi agraciado com a 3.ª classe da ordem (nº 22). Já sob seus sucessores, normalmente apenas majores-generais (general-mayor, генерал-майор), tenentes-generais (general-leytenant, генерал-лейтенант) e, mais raramente, coronéis (polkovnik, полковник) recebiam as classes superiores. O estatuto de 1833 estabeleceu que a 3.ª classe seria destinada a oficiais do Estado-Maior e ao generalato; formalmente, ela podia ser concedida a partir do posto de major (mayor, майор), mas, desde então, não houve mais premiações a oficiais abaixo do posto de polkovnik. Apenas em 1916 a 3.ª classe foi concedida postumamente ao capitão Stepan Georgievitch Leontiev, que foi também promovido postumamente a tenente-coronel (podpolkovnik, подполковник).
Catarina II deu uma orientação breve e exemplificativa sobre os critérios para a concessão da Ordem de São Jorge:
| “                                          | Podem receber esta ordem todos aqueles que, servindo corretamente e de fato como oficiais do Estado-Maior ou subalternos no exército e na marinha, demonstrarem méritos. Entre os generais, são dignos aqueles que, servindo ativamente nas forças, mostrarem coragem extraordinária diante do inimigo ou notável habilidade militar. [...] As insígnias desta ordem militar são as seguintes: Uma estrela dourada de quatro pontas, no centro da qual há um campo amarelo ou dourado envolto por um aro preto, com o monograma de São Jorge. No aro preto, há a inscrição em letras douradas: “Pela bravura e pelo serviço”. Uma cruz grande dourada, com esmalte branco em ambos os lados e contornada por borda dourada. No centro, sobre esmalte vermelho, está representado o brasão do Czarado de Moscou: São Jorge em armadura prateada, com capa dourada pendente, diadema dourada sobre a cabeça, montado em cavalo prateado com arreios dourados, matando um dragão negro com uma lança dourada. No verso da cruz, no centro em campo branco, está o monograma de São Jorge. A cruz para os cavaleiros da terceira e quarta classes é idêntica à grande, apenas de tamanho ligeiramente menor. A fita é de seda, com três faixas pretas e duas amarelas. [...] Embora seja difícil descrever em detalhes os muitos feitos de armas possíveis nas diversas circunstâncias da guerra, é igualmente necessário estabelecer algumas regras para distinguir ações extraordinárias das comuns. Por isso, achamos adequado prescrever ao nosso Colégio Militar alguns exemplos de feitos que podem servir de base para avaliação: — É digno de ser incluído na lista apresentada a nós o oficial que, encorajando os subordinados com seu exemplo e liderando-os, conseguir tomar um navio, uma bateria ou outra posição ocupada pelo inimigo. — Aquele que, em local fortificado, suportar um cerco sem se render ou que, defendendo-se com coragem excepcional, realizar surtidas eficazes, liderando com bravura e inteligência, e assim conquistar a vitória ou contribuir significativamente para ela. — Aquele que se oferecer voluntariamente para missão perigosa e conseguir cumpri-la com êxito. — Aquele que for o primeiro a atacar, a entrar em assalto ou a pisar em solo inimigo durante um desembarque de tropas. | ” |
| — Estatuto da Ordem de São Jorge, de 1769. | |   |

O número de pensões concedidas era limitado por um fundo fixo; ao longo da vida, apenas os primeiros agraciados continuavam a recebê-las. Inicialmente, o fundo pagava pensões a 12 cavaleiros da 1.ª classe (700 rublos), 25 da 2.ª classe (400 rublos), 50 da 3.ª classe (200 rublos) e 100 da 4.ª classe (100 rublos).
A partir de 1843, as regras mudaram: o número de pensionistas da 1.ª classe foi reduzido para seis, com pensão aumentada para 1000 rublos. Na 2.ª classe, caiu de 25 para 15, mantendo o mesmo valor. Para a 3.ª classe, nada mudou. Já a 4.ª classe teve o número ampliado para 325 cavaleiros, com pensão de 150 rublos.
Agraciados com mais de uma classe tinham direito à pensão apenas da mais alta. Após a morte do condecorado, a viúva recebia a pensão por mais um ano.
As insígnias deviam ser devolvidas à Colegiado Militar após a morte do titular (até 1856), e era proibido ornamentá-las com pedras preciosas.

A ordem também concedia o privilégio de entrada em eventos públicos junto a coronéis aos cavaleiros da 3.ª e 4.ª classes, mesmo com posto inferior.

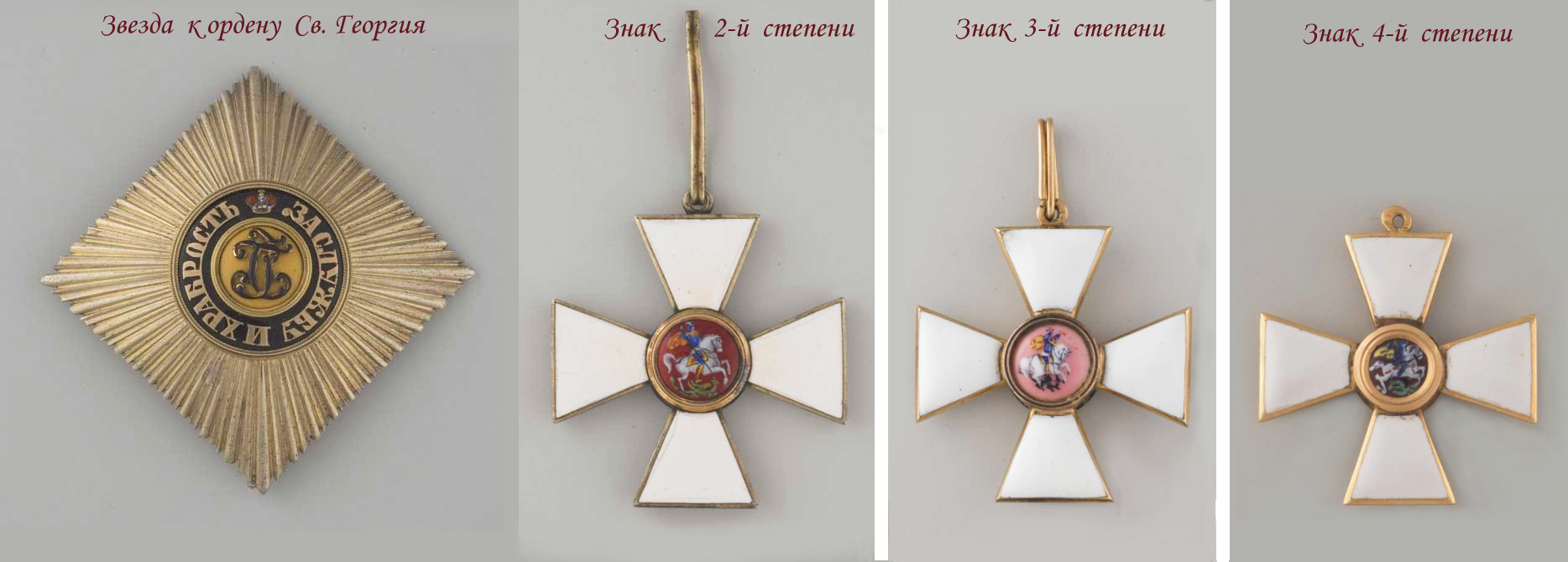
A estrela e as insígnias da Ordem de São Jorge: as insígnias da 1.ª e 2.ª classes diferiam das da 3.ª e 4.ª classes apenas pelo tamanho, sendo maiores. A imagem de São Jorge na insígnia (cruz) não era padronizada e dependia do artista. As dimensões das cruzes da 4.ª classe variavam de 31×31 a 36×36 mm, e o peso ficava entre 7 e 10 gramas. No reverso das insígnias, no centro e sobre fundo branco, eram desenhadas com monograma as letras SG (СГ), ou seja, São Jorge. As ordens não eram numeradas, mas mantinham-se listas dos agraciados.

## Procedimento de uso
A ordem possuía quatro classes:

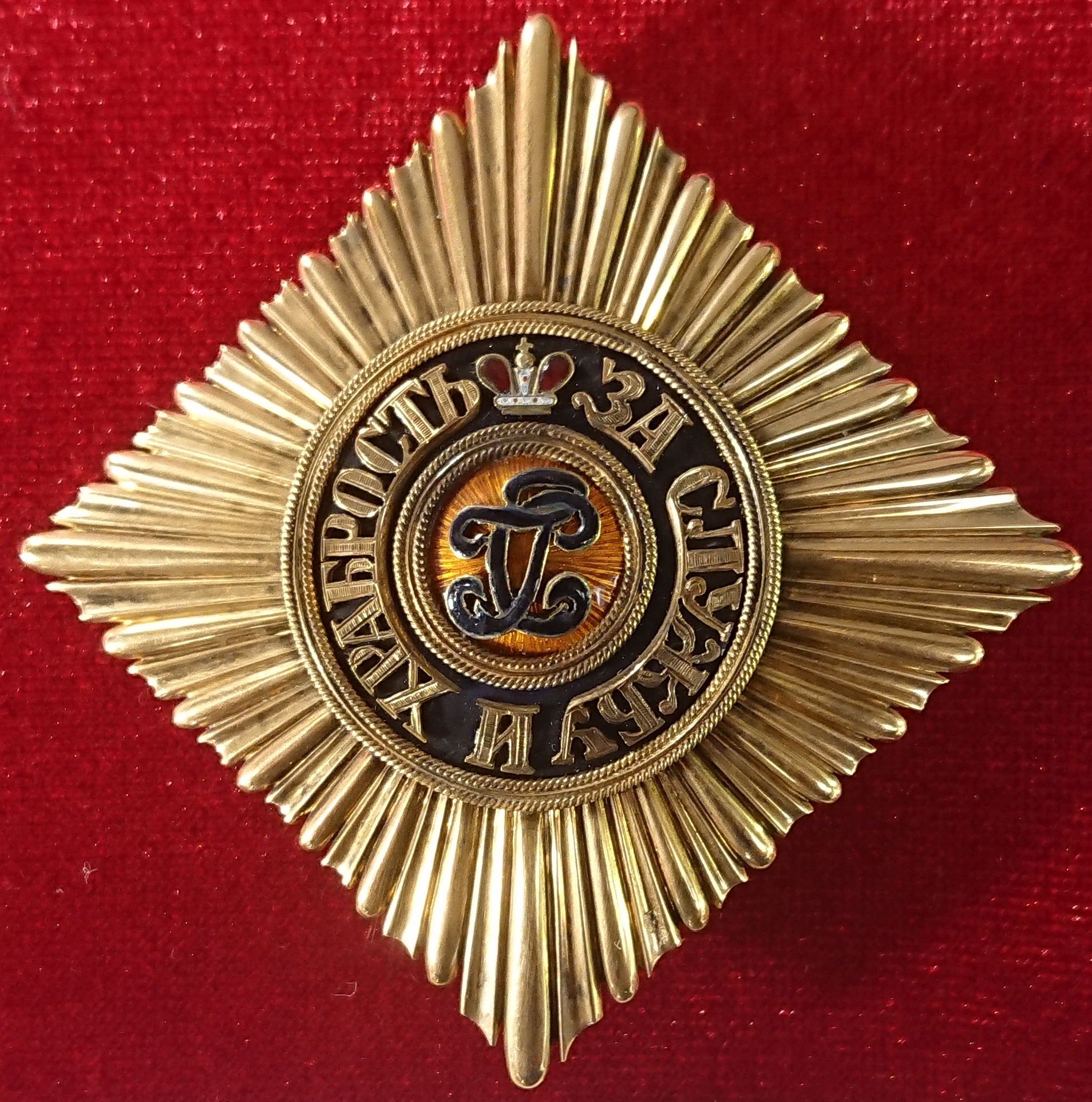
Estrela da Ordem de São Jorge

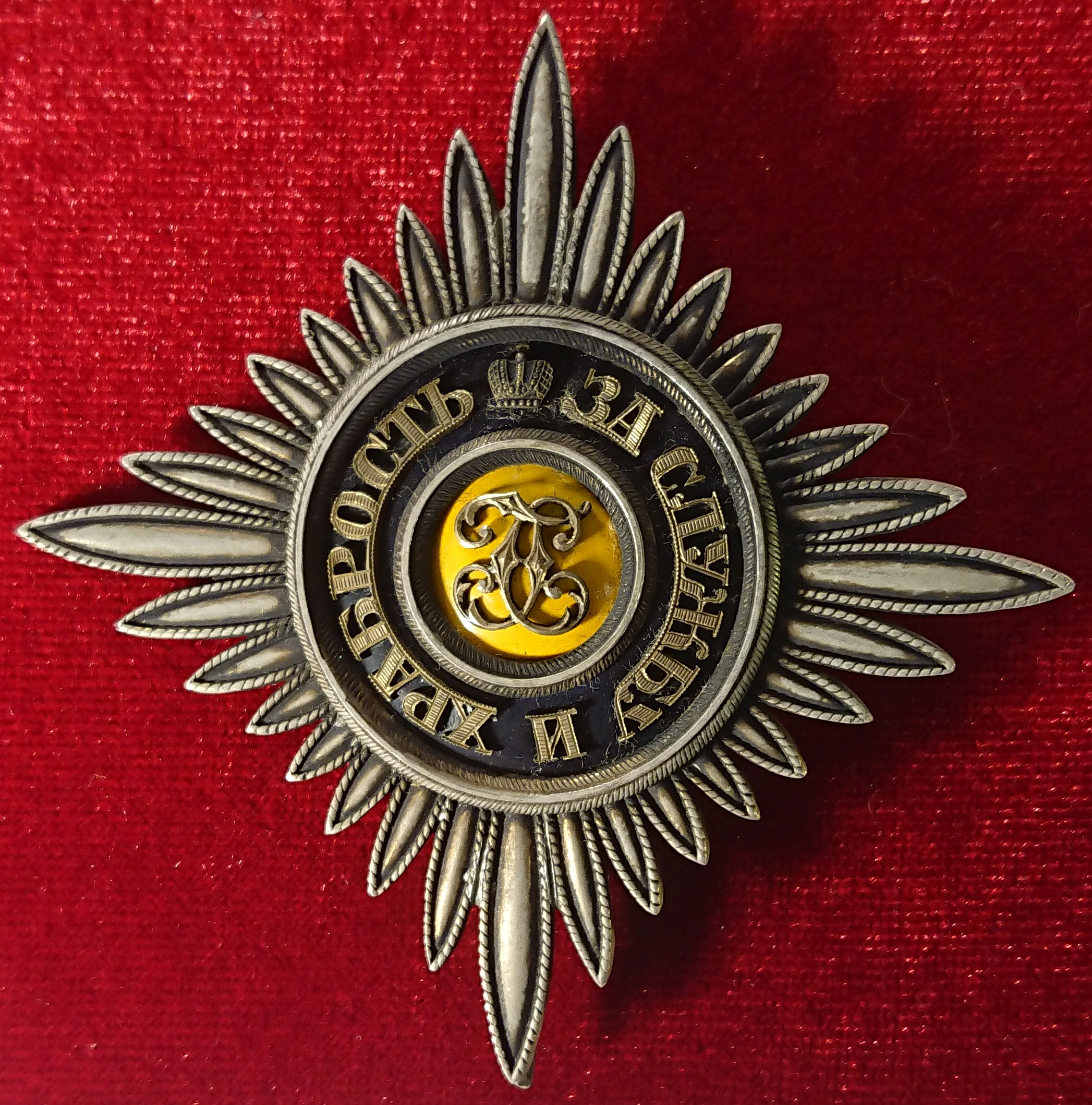
Estrela da Ordem de São Jorge 1914-1917

- 1.ª classe: estrela no lado esquerdo do peito e grande cruz em fita passada pelo ombro direito; pensão anual de 700 rublos.
- 2.ª classe: estrela no lado esquerdo do peito e grande cruz em fita ao pescoço; pensão anual de 400 rublos.
- 3.ª classe: pequena cruz em fita ao pescoço; pensão anual de 200 rublos.
- 4.ª classe: pequena cruz na casa do uniforme ou em presilha; pensão anual de 100 rublos.

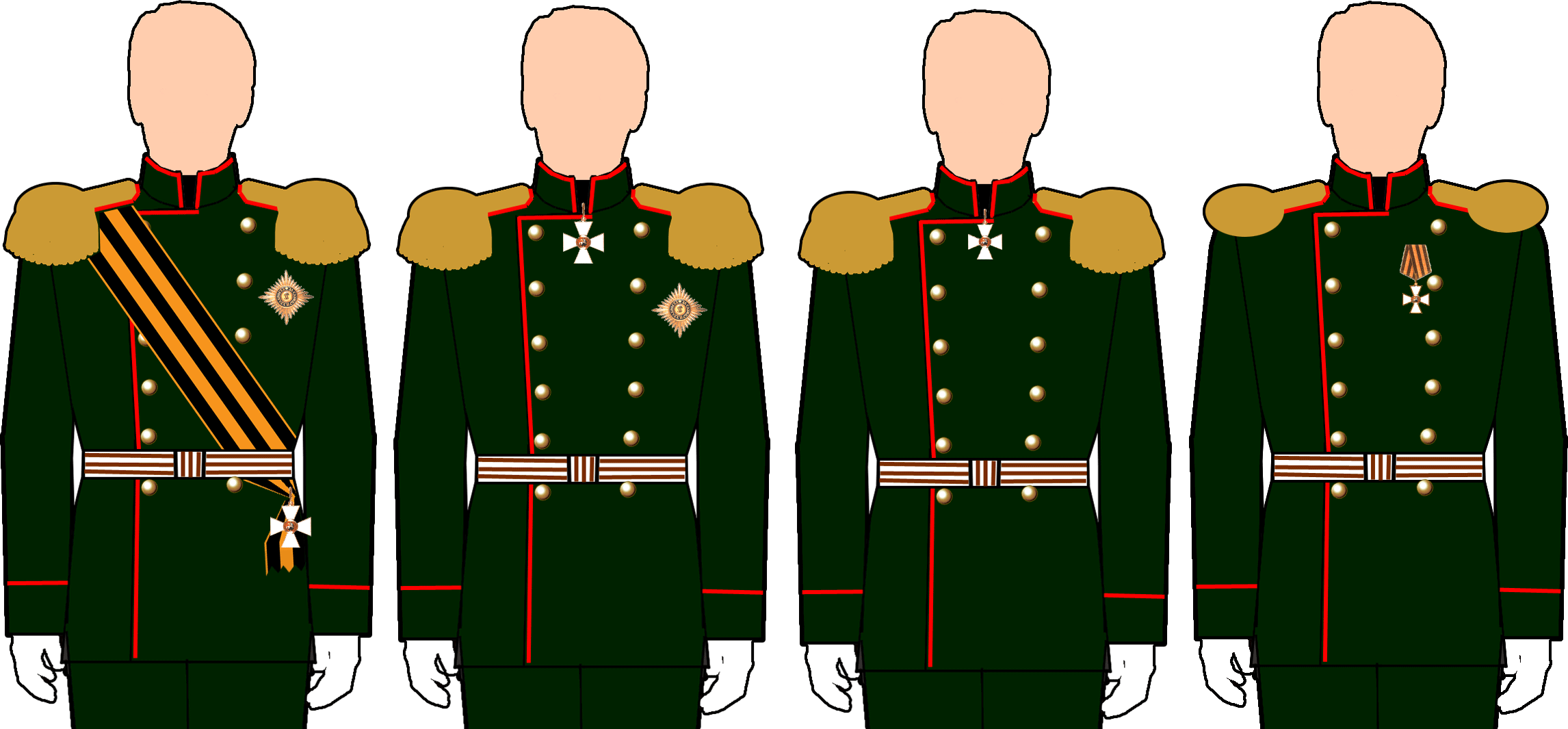
Regras de uso das classes da Ordem de São Jorge (da esquerda para a direita, da 1.ª à 4.ª)

O estatuto da ordem determinava que, ao ser agraciado com uma classe superior da Ordem de São Jorge, as classes inferiores não deveriam mais ser usadas (como ocorria com outras ordens russas), devendo ser devolvidas, inicialmente ao Colégio Militar e, posteriormente, ao Capítulo das Ordens. O Distintivo de Mérito da Ordem Militar podia ser usado mesmo após a promoção ao oficialato, mas, ao receber a Ordem de São Jorge, o distintivo deveria ser retirado.
Em 1855, o imperador Alexandre II determinou que a 4.ª classe da Ordem de São Jorge, concedida por feitos de combate, assim como a 4.ª classe com laço, deveria ser usada permanentemente, mesmo após a concessão de classes superiores da ordem. Também foi ordenado que o Distintivo de Mérito da Ordem Militar não fosse retirado ao receber qualquer classe da Ordem de São Jorge.
Em 1870, foi permitido o uso contínuo das 3.ª e 2.ª classes mesmo após a concessão de uma classe superior. No ano seguinte, 1871, foi emitida determinação semelhante para a 4.ª classe da Ordem de São Jorge recebida por tempo de serviço ou por participação em campanhas navais.
A fita da 1.ª classe da ordem era usada por baixo do uniforme até 1909. Após a introdução, durante o reinado de Alexandre II, de uniformes longos (semelhantes a gibões), as extremidades da fita com a cruz passavam por uma abertura no lado esquerdo do uniforme, abaixo da cintura. Por cima do uniforme, a fita da 1.ª classe da ordem era usada no dia da festividade dos cavaleiros da Ordem de São Jorge, em 26 de novembro, ou juntamente com a corrente da Ordem de Santo André, o Primeiro Chamado, nas cerimônias da Corte Imperial.
Em 1909, foi determinado que a fita da 1.ª classe da ordem deveria ser usada sempre sobre o uniforme quando fosse apropriado o uso de ordens com fitas, e por baixo do uniforme apenas quando fosse exigido o uso de ordens sem fita ou nos dias festivos de outras ordens, quando se usava a fita da ordem celebrada por cima do uniforme.
Em 1851, foi permitido o uso das insígnias da Ordem de São Jorge com o uniforme cotidiano (fraque ou traje equivalente). Nessa situação, a 4.ª classe devia ser usada na segunda casa de botão do lado esquerdo do fraque, a 2.ª e a 3.ª classe apenas com a cruz no pescoço (a 3.ª não devia ser usada caso o portador já tivesse a 2.ª), e a 1.ª classe apenas com a estrela no lado esquerdo do peito.
Para os cavaleiros da ordem havia uma “vestimenta especial de cavaleiro”, que consistia em um sobrevestido de veludo laranja, com grandes cruzes pretas de veludo na frente e atrás. O sobrevestido era todo guarnecido com franjas douradas de fios metálicos.

## Prêmios

### Concessão da ordem de 1.ª classe
Um total de 25 pessoas foram condecoradas. O primeiro cavaleiro após Catarina II foi, em 1770, o conde Piotr Rumyantsev-Zadunaiskiy, “pela vitória obtida sobre o inimigo em 21 de julho de 1770, em Kagul”. O último cavaleiro foi, em 1877, o grão-duque Nicolai Nikolaevich, o Velho, “pela conquista, em 28 de novembro de 1877, das fortalezas de Plevna e pela captura do exército de Osman Paxá”.
Como, ao conceder-se o grau mais alto da ordem, não se premiava mais com os graus inferiores, entre os 25 cavaleiros da 1.ª classe apenas quatro foram cavaleiros completos da Ordem de São Jorge (condecorados com todas as quatro classes):
- General Marechal-de-Campo príncipe-sereníssimo Mikhail Illarionovich Golenishchev-Kutuzov-Smolenskiy
- General Marechal-de-Campo príncipe Mikhail Bogdanovich Barclay de Tolly
- General de Infantaria conde Ivan Fiodorovich Paskevich-Erivanskiy
- General Marechal-de-Campo conde Ivan Ivanovich Dibich-Zabalkanskiy

Três pessoas foram condecoradas com a Ordem de São Jorge da 3.ª à 1.ª classe:
- General Marechal-de-Campo príncipe-sereníssimo Grigori Aleksandrovich Potiomkin-Tavricheskiy
- Generalíssimo príncipe Aleksandr Vasilievich Italiano, conde Suvorov-Rymnikskiy
- General de Cavalaria conde Leonti Leontievich Bennigsen

Entre os condecorados com a 1.ª classe da Ordem de São Jorge havia alguns estrangeiros. Em 1813, a 1.ª classe da ordem foi concedida ao rei sueco Carlos XIV João — o ex-marechal napoleônico Jean-Baptiste Bernadotte — pela Batalha de Dennewitz. Pela “Batalha das Nações” em Leipzig, receberam a mais alta classe da Ordem de São Jorge o marechal prussiano Blücher e o generalíssimo austríaco Schwarzenberg. Pela campanha de 1814, foi condecorado o marechal britânico Wellington. Em 1823, a ordem foi conferida ao príncipe francês Luís Antônio “pelo fim da guerra na Espanha”. Em 1848, o imperador russo Nicolau I concedeu a Ordem de São Jorge de 1.ª classe ao marechal austríaco Josef Radetzky — sufocador da revolução italiana — “pela tomada de Milão”. Em 1869, pelo centenário da instituição da Ordem de São Jorge, os insígnias da 1.ª classe da ordem foram outorgadas ao imperador alemão Guilherme I, “por já ter sido condecorado com a 4.ª classe da ordem”. “Pela participação na guerra contra os franceses” em 1870, o arquiduque austríaco Alberto foi condecorado com a mais alta ordem militar da Rússia.
Embora formalmente, por precedência, a Ordem de São Jorge de 1.ª classe estivesse abaixo da mais alta Ordem de Santo André, os comandantes a valorizavam mais do que qualquer outra condecoração. Por exemplo, assim Suvorov descreveu o recebimento da Ordem de São Jorge 1.ª classe:
| “                                                                                     | [Recebi] as insígnias de Santo André, valendo uns cinquenta mil, mas acima de tudo, minha querida, a Primeira Classe de São Jorge. Eis como é teu paizinho. Por um bom coração, por pouco, de verdade, não morri de alegria. | ” |
| — De uma carta do General-em-Chefe Aleksandr Suvorov à filha em 8 de novembro de 1789 | |   |

Cavaleiros plenos da ordem da 4.ª à 1.ª classe
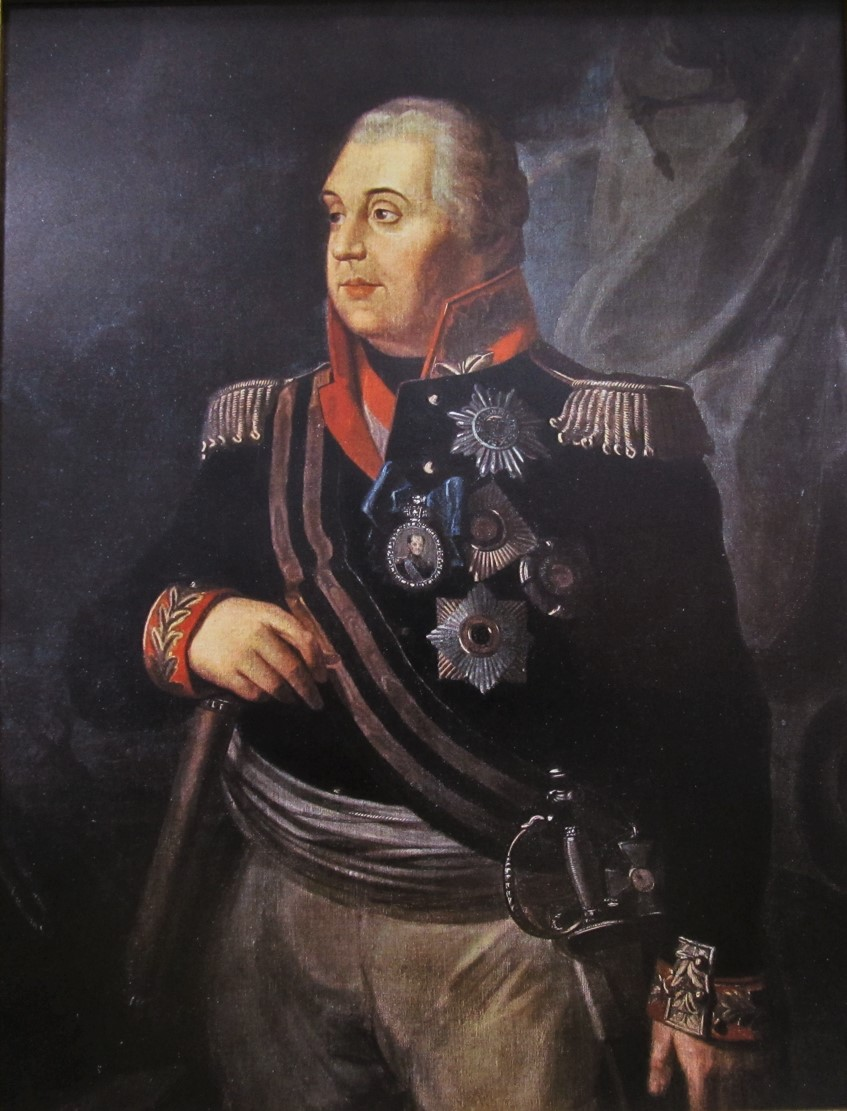
General Marechal-de-Campo Mikhail Kutuzov. No retrato, a insígnia da Ordem de São Jorge de 1.ª classe (cruz) na fita de São Jorge (atrás do punho da espada) e sua estrela quadrada (a segunda de cima).
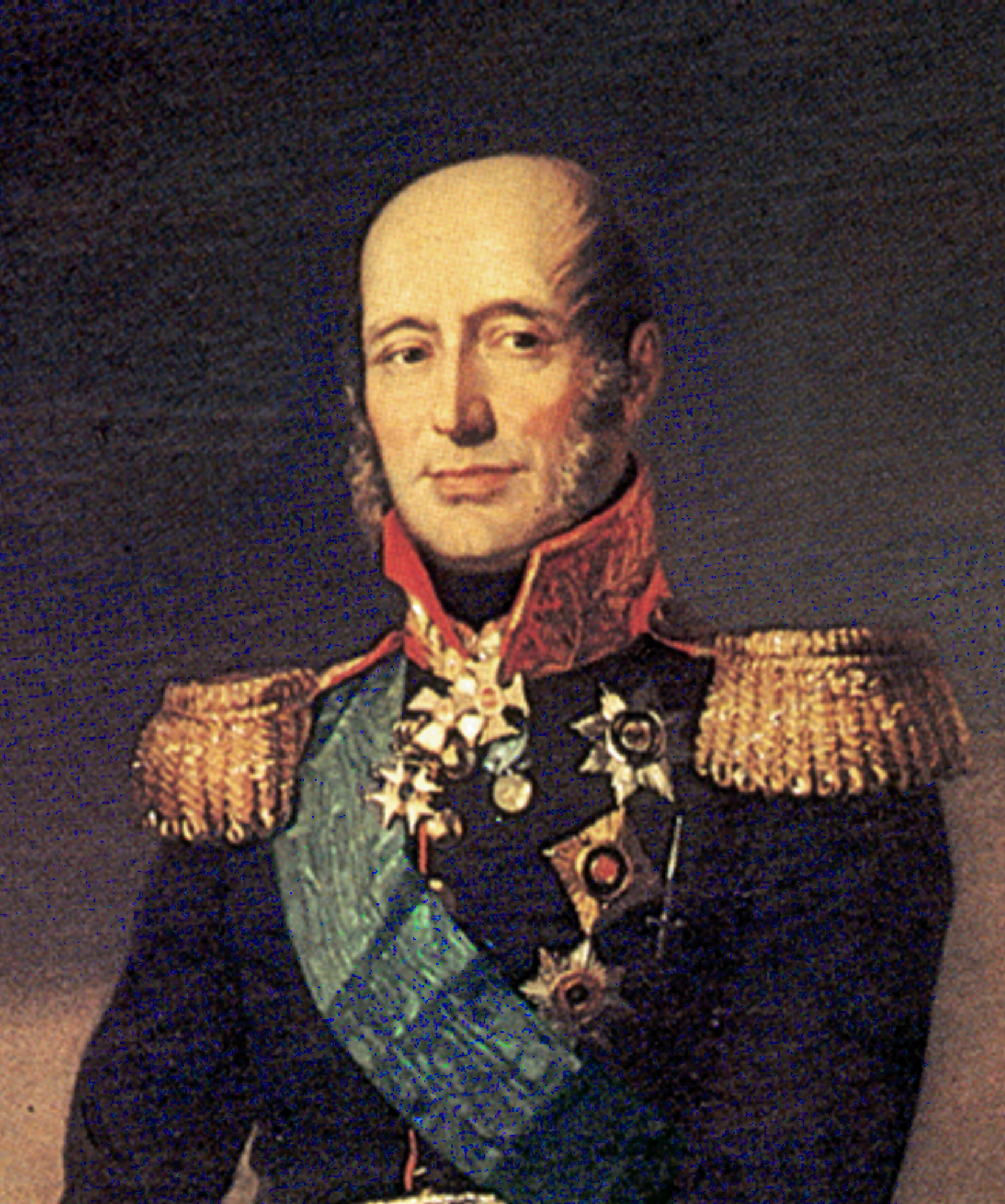
Fragmento do retrato de Mikhail Bogdanovich Barclay de Tolly feito por George Dawe. No retrato, passa sobre o ombro, entre outras, a fita de São Jorge. À direita no peito, a estrela da Ordem de São Jorge de 1.ª classe, e à direita embaixo, sob o cotovelo, as fitas passadas sobre o ombro estão presas pela cruz da Ordem de São Jorge de 1.ª classe.
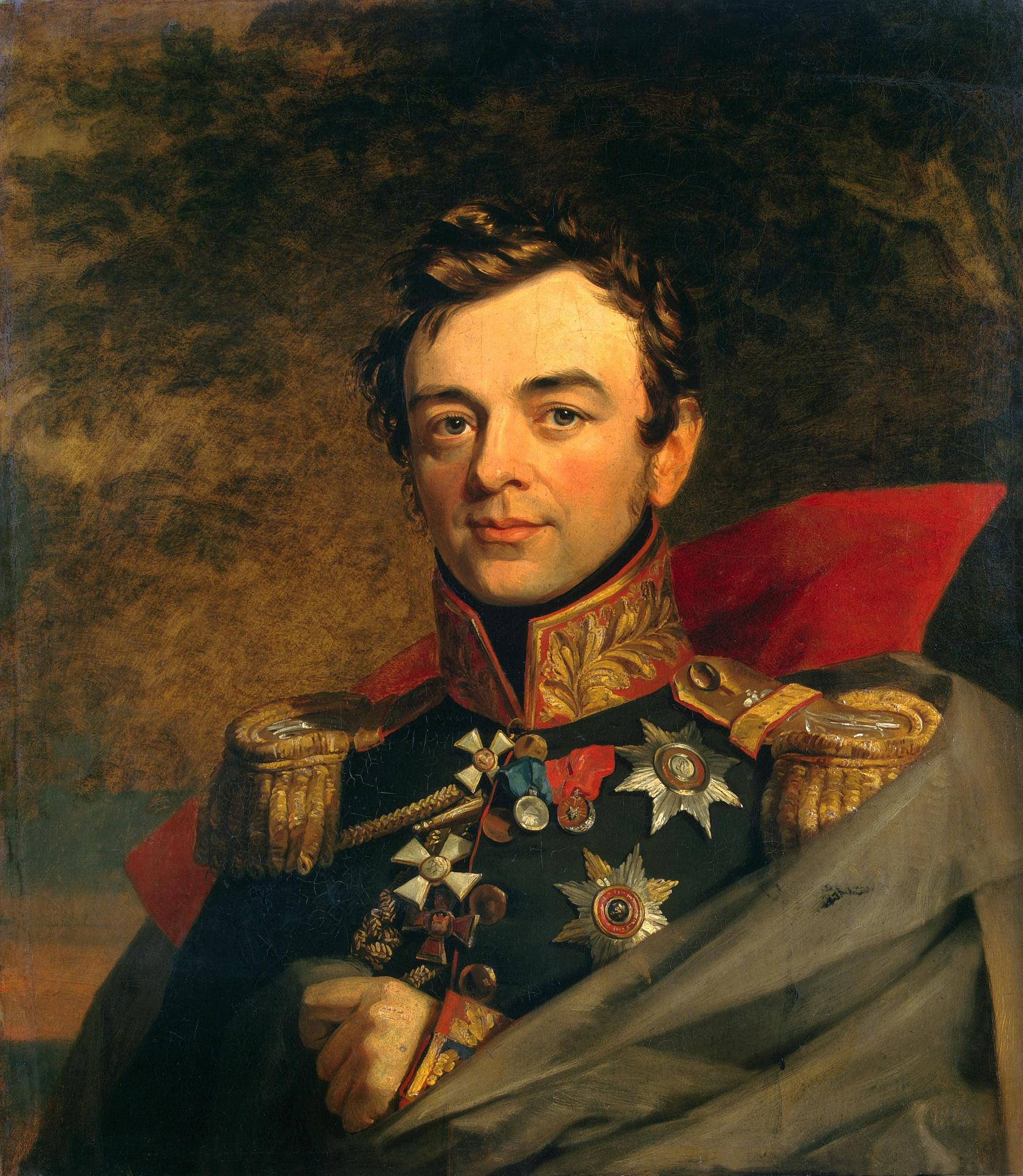
Retrato de Ivan Fiodorovich Paskevich feito por George Dawe. No pescoço, entre as cruzes, a cruz da Ordem de São Jorge de 3.ª classe.
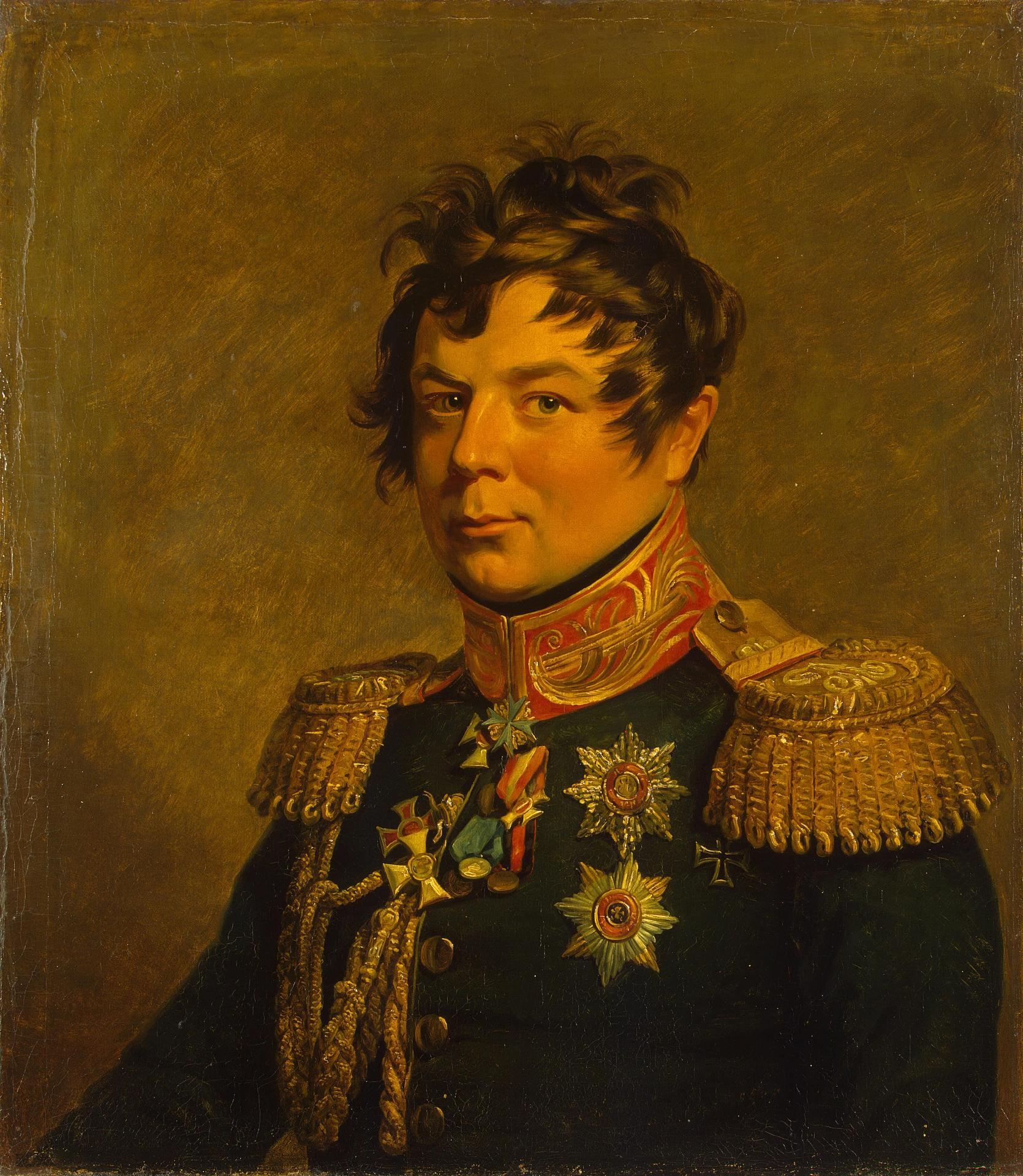
Retrato de Ivan Ivanovich Dibich feito por George Dawe. No pescoço, entre as cruzes, a cruz da Ordem de São Jorge 3.ª classe.

### Concessão da ordem de 2.ª classe

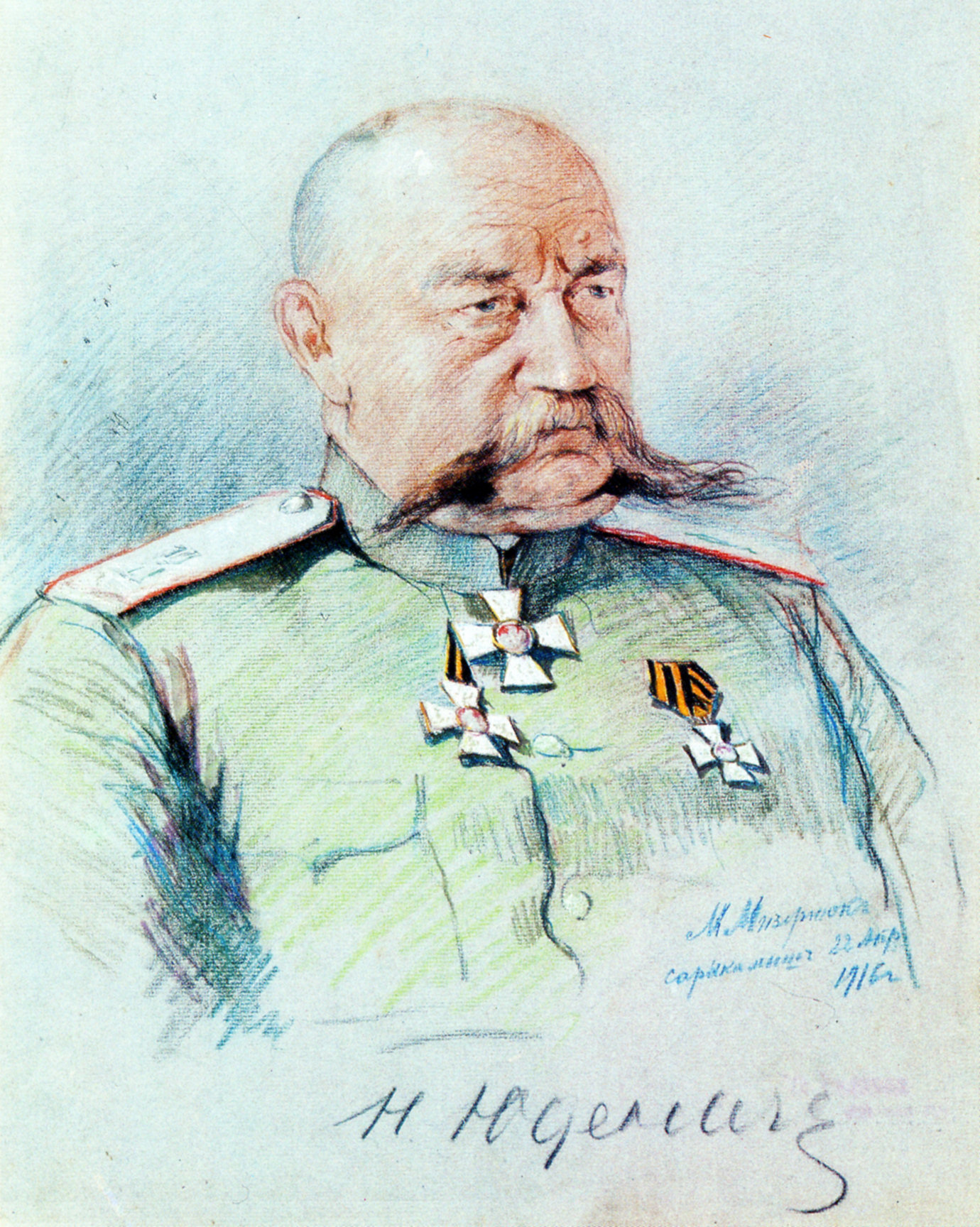
General Nikolai Iudenich. Condecorado com três classes da Ordem de São Jorge. Pintura de M. Mizernyuk, 1916

Um total de 125 pessoas foram condecoradas. O primeiro cavaleiro (em 1770) foi o general-tenente Piotr Plemennikov, “pelo exemplo de coragem demonstrado, que serviu aos seus subordinados para superar os esforços com destemor e alcançar a vitória sobre o inimigo em 21 de julho de 1770 em Kagul”, quando, durante a batalha, os turcos romperam o quadrado sob seu comando, mas Plemennikov não recuou e ele próprio conduziu os soldados ao contra-ataque. O último cavaleiro (em 1916) foi o general francês Ferdinand Foch, “pelo exitoso encerramento da operação de Verdun em 21 de dezembro de 1916”.
Durante a Primeira Guerra Mundial, ninguém foi condecorado com a Ordem de São Jorge de 1.ª classe, e a 2.ª classe da condecoração foi concedida a quatro generais russos: os comandantes de frente generais Nikolai Iudenich, Nikolai Ivanov, Nikolai Ruzskiy e o grão-duque Nicolau Nikolaevich, o Jovem (comandante supremo do exército russo até 1915).
Entre os estrangeiros, a 2.ª classe da Ordem de São Jorge na Primeira Guerra Mundial foi concedida ao comandante-em-chefe das forças armadas francesas, general Joseph Joffre, pela derrota das tropas alemãs na Batalha do Marne, em 1914, e ao já mencionado Foch.
Embora o Estatuto de 1833 proibisse a concessão de uma classe superior da ordem sem antes ter recebido as inferiores, há exemplos conhecidos de exceção. Assim, o almirante Pavel Stepanovich Nakhimov foi cavaleiro da Ordem de São Jorge de 4.ª e 2.ª classe, mas não possuía a 3.ª classe.

### Concessão da ordem de 3.ª classe
Foram condecoradas cerca de 650 pessoas. O primeiro cavaleiro, em 1769, foi o tenente-coronel Fiódor Fabritsian, “pela derrota, com o destacamento de 1600 homens sob seu comando, de um exército inimigo numericamente muito superior, junto à cidade de Galati, em 15 de novembro de 1769”.
São conhecidos alguns casos de concessão da 3.ª classe da ordem a comandantes militares que não possuíam a 4.ª classe: o general-tenente Mikhail Grigorievich Cherniaev, em 1865, pela tomada de Chimkent; o general-tenente Pavel Nikolaevich Shatilov, em 1877, por distinção durante o assalto a Kars; o general de infantaria Andrei Nikolaevich Selivanov, em 1915, pela tomada de Przemyśl.
Durante a Primeira Guerra Mundial, mais de 60 pessoas receberam a 3.ª classe da Ordem de São Jorge, entre elas os conhecidos generais Aleksei Brusilov, Fiódor Keller, Lavr Kornilov, Aleksei Kaledin, Nikolai Dukhonin, Nikolai Iudenich e Anton Denikin. Em 1916, após uma longa pausa, a 3.ª classe foi concedida (postumamente) a um oficial de patente modesta — o capitão Stepan Leontiev (1878–1915), promovido postumamente a tenente-coronel. Entre os condecorados com a 3.ª classe da ordem durante a Grande Guerra, está também o único súdito estrangeiro agraciado com duas classes da ordem nessa guerra — o cavalariço britânico, Brigadeiro-General Charles Bulkeley-Johnson.

### Concessão da ordem de 4.ª classe

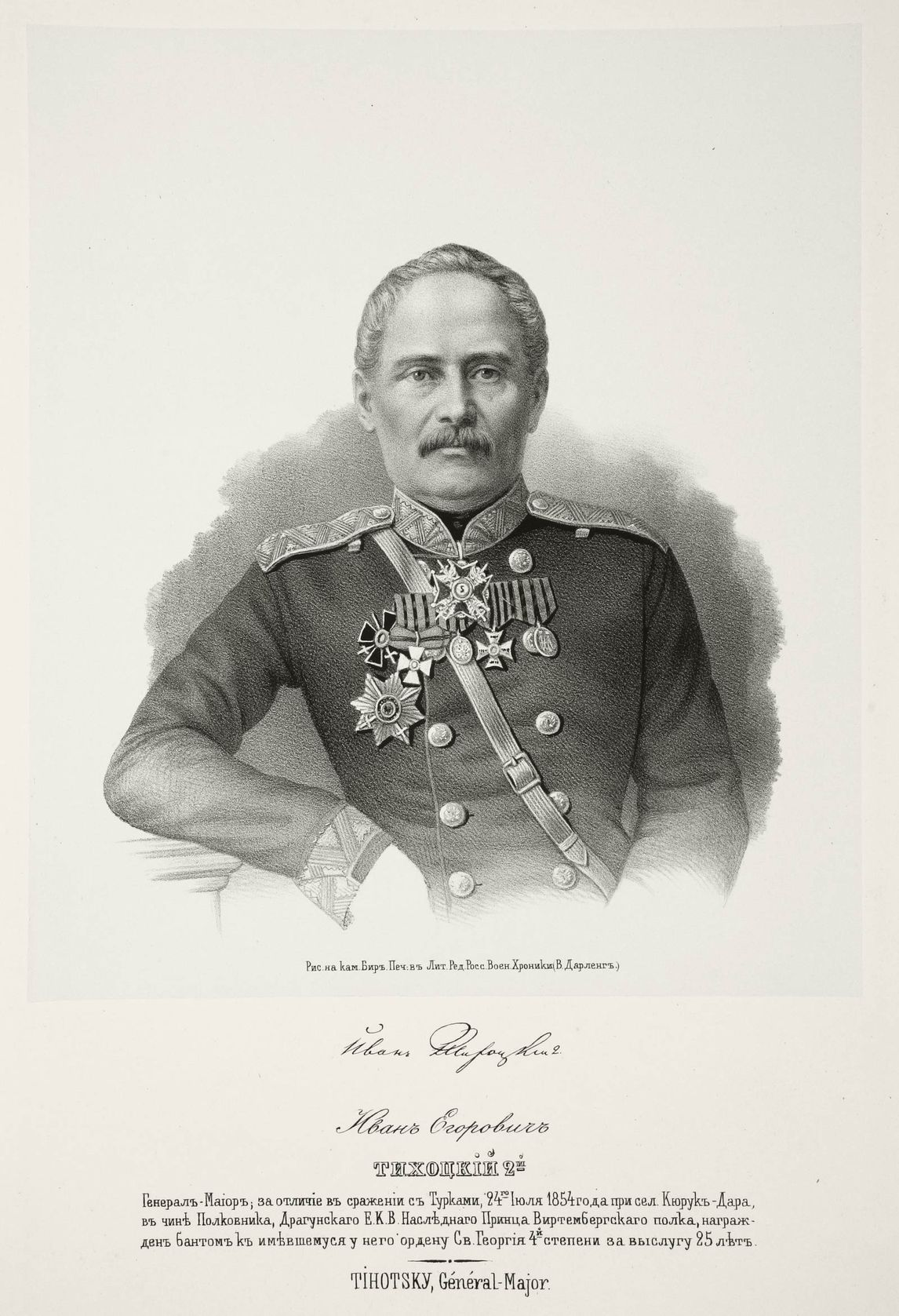
O major-general Ivan Tikhotski foi condecorado com a Ordem de São Jorge de 4.ª classe com laço — por tempo de serviço e méritos em combate (o laço foi adicionado à primeira condecoração).

O primeiro condecorado com a Ordem de São Jorge foi o primeiro-major Reinhold Ludwig von Patkul, em fevereiro de 1770, “pela derrota dos rebeldes poloneses em 12 de janeiro de 1770 na vila de Dobre”.
Até abril de 1813, haviam sido agraciadas 1.195 pessoas. Nos anos seguintes, não há estatísticas precisas. Segundo algumas fontes, mais de 10.500 pessoas foram condecoradas no total, das quais até 8.000 pela antiguidade no serviço, e o restante por méritos em combate. Outras fontes indicam que mais de 15.000 oficiais receberam a Ordem de São Jorge de 4.ª classe, majoritariamente por completarem o tempo de serviço irrepreensível exigido pelo estatuto, além da participação, a partir de 1833, em pelo menos uma batalha. As cruzes concedidas por tempo de serviço, a partir de 1816, passaram a conter essa indicação inscrita na própria insígnia.

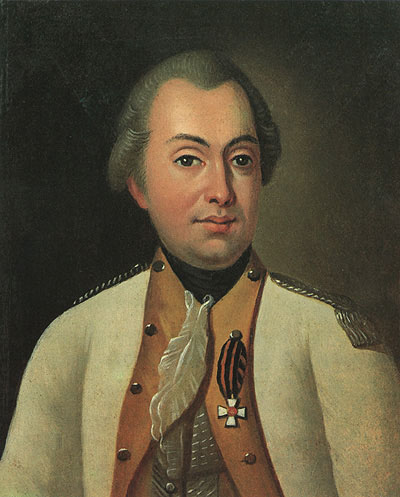
O coronel Mikhail Kutuzov recebeu como sua primeira condecoração a Ordem de São Jorge de 4.ª classe.
Após a revogação, em 1855, da concessão da Ordem de São Jorge por tempo de serviço e por campanhas navais, foi mantido o direito daqueles que já haviam completado os requisitos para solicitar a Ordem de São Jorge em vez da Ordem de São Vladimir. Por isso, a entrega da condecoração de 4.ª classe por tempo de serviço continuou ainda por alguns anos após o decreto. O último caso conhecido de concessão da 4.ª classe por esse motivo foi o do major-general Fiódor Grigorievitch Krijanovski, condecorado em 1870.
Além disso, os cavaleiros da Ordem de São Jorge condecorados com a cruz de 4.ª classe por tempo de serviço que, posteriormente, realizassem feitos militares que, embora não justificassem a concessão de uma classe superior da ordem, fossem considerados dignos de uma nova condecoração da 4.ª classe, passaram a ter, a partir de fevereiro de 1855, o direito de adicionar ao botão de lapela da cruz um distintivo especial — um laço feito da fita de São Jorge. Esse laço indicava que o cavaleiro havia sido distinguido não apenas por tempo de serviço, mas também por bravura em combate. Por esse motivo, a cena da peça de A. Gladkov “Há Muito Tempo” e do filme “A Balada do Hussardo”, em que o ajudante-general Balmashov tenta convencer Sua Excelência Kutuzov a condecorar Shurochka Azarova “com a cruz de São Jorge e um laço”, não corresponde aos fatos históricos da guerra de 1812.
São conhecidos quatro oficiais que receberam o laço junto à Ordem de São Jorge de 4.ª classe por tempo de serviço. Um deles foi o general-de-divisão Ivan Egorovitch Tikhotski. Em 1849, quando era tenente-coronel e havia completado 25 anos de serviço no posto de oficial, Tikhotski recebeu a cruz de 4.ª classe com a inscrição correspondente. Por bravura demonstrada em combate contra os turcos em 24 de julho de 1854, na localidade de Kuryuk-Dara (durante a Guerra da Crimeia), já com o posto de coronel, ele voltou a ser considerado digno da condecoração e, em abril de 1855, recebeu o direito de adicionar o laço à sua cruz. A última concessão do laço ocorreu em fevereiro de 1860.
O primeiro cavaleiro da Ordem de São Jorge durante a Primeira Guerra Mundial, segundo publicações da imprensa emigrada, teria sido o coronel I. V. Rykovski. Outras fontes indicam como primeiro agraciado o capitão-chefe S. N. Ryasnianski, do 10.º Regimento de Hussardos de Ingermanlândia.
Durante a Primeira Guerra Mundial, houve um caso único em que a Ordem de São Jorge de 4.ª classe foi concedida duas vezes ao mesmo oficial.

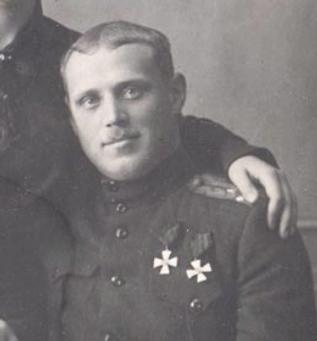
Avdeev com as duas ordens de 4.ª classe

O capitão do 73.º Regimento de Infantaria da Crimeia, Sergei Pavlovitch Avdeev, recebeu sua primeira condecoração com a Ordem de São Jorge de 4.ª classe em 20 de fevereiro de 1916, por capturar metralhadoras inimigas. Na época, ele era porta-estandarte e, conforme o estatuto da ordem, foi imediatamente promovido a alferes. Posteriormente, em 5 de abril de 1916, foi agraciado com uma segunda cruz de 4.ª classe. Provavelmente ocorreu um erro, pois Avdeev foi indicado para a segunda condecoração enquanto estava temporariamente transferido de seu posto no 9.º Exército para o 3.º. A cruz foi entregue no 3.º Exército e, segundo o registro de serviço, o agraciamento foi ratificado por uma ordem especial do alto comando em 4 de março de 1917, pouco antes da morte de Avdeev.
É conhecido o caso da concessão da Ordem de São Jorge a duas mulheres (após Catarina II), ambas na 4.ª classe:
- A rainha Maria Sofia Amélia, do Reino das Duas Sicílias (1841–1925), foi agraciada em 21 de fevereiro de 1861 “por bravura demonstrada durante o cerco da fortaleza de Gaeta de 12 de novembro de 1860 a 13 de fevereiro de 1861”.
- Rimma Mikhailovna Ivanova (1894–1915), enfermeira de guerra, recebeu postumamente a condecoração em 17 de setembro de 1915 “por coragem e abnegação demonstradas em combate, quando, após a morte de todos os comandantes, assumiu o comando de uma companhia; morreu em decorrência dos ferimentos após a batalha”. O imperador Nicolau II concedeu a cruz violando o estatuto da ordem, como uma exceção.

A Ordem de São Jorge de 4.ª classe também foi concedida a membros do clero militar do Império Russo. O primeiro padre condecorado foi o padre Vassili (Vassilkovski), em 1813, por bravura nas batalhas de Vitebsk e Maloiaroslavets. Ao longo do século XIX, outros três sacerdotes foram condecorados. No século XX, a primeira concessão ocorreu em 1905, ao capelão regimental padre Stefan Scherbakovski; depois, a cruz foi entregue a outros treze capelães. A última dessas concessões ocorreu em 1916.

#### Ordem de São Jorge de 4.ª classe com ramo de louro
Instituída pelo Governo Provisório em 24 de junho de 1917, simultaneamente com a criação da Cruz de São Jorge com ramo de louro. Destinava-se à condecoração de soldados e marinheiros que exercessem funções de oficial em combate. O soldado agraciado com essa ordem era promovido ao posto de podporuchik, corneteiro ou khorunji (porta-estandarte). Dessa forma, essa condecoração tornou-se a primeira honraria "democrática" da história da Rússia, uma ordem que podia ser concedida tanto a oficiais quanto a soldados.
Visualmente, distinguia-se da Ordem de São Jorge de 4.ª classe pela presença de um ramo de louro prateado na fita da ordem.
São conhecidos dois casos de concessão dessa ordem. Seus agraciados foram dois soldados condecorados com duas Cruzes de São Jorge: o segundo-tenente da 71.ª Brigada de Artilharia Iosif Firsov e o segundo-tenente do regimento de cavalaria Ossétia Konstantin Sokaev, sendo que este último foi condecorado em 22 de dezembro de 1917, seis dias após sua revogação formal.

### Imperadores russos cavaleiros da Ordem de São Jorge
A primeira pessoa condecorada com a Ordem de São Jorge em geral, e com a 1.ª classe em particular, foi a própria fundadora da ordem, Catarina II, que a assumiu em 26 de novembro de 1769 por direito de instituidora.
Durante o reinado de Paulo I, a concessão da ordem foi suspensa, e o próprio imperador não foi condecorado.
Alexandre I recebeu a 4.ª classe da ordem em 13 de dezembro de 1805 por bravura demonstrada na Batalha de Austerlitz. Quando, em 1801, foi-lhe proposta a concessão da 1.ª classe da ordem, ele recusou.
Nicolau I foi agraciado com a 4.ª classe da ordem em 1 de dezembro de 1838 por tempo de serviço, em razão dos 25 anos de oficialato.
Alexandre II (então ainda Grão-Duque Alexandre Nikolaevitch) foi agraciado com a 4.ª classe da ordem em 10 de novembro de 1850 por coragem pessoal demonstrada em combate com montanheses do Cáucaso. Essa condecoração, em 1855, ele ofereceu ao subtenente A. V. Shchiogolev, que se destacou durante a defesa de Odessa contra o desembarque inglês. Em 1869, ano do centenário da ordem, o imperador também assumiu as insígnias da 1.ª classe, tornando-se, assim, o único imperador russo da história a possuir simultaneamente a 4.ª e a 1.ª classe. Além disso, em 28 de novembro de 1877, Alexandre II recebeu a Arma de Ouro "Pela Coragem".
Alexandre III (então ainda Grão-Duque Alexandre Alexandrovitch) foi agraciado com a 2.ª classe da ordem em 30 de novembro de 1877 com a justificativa: "Pelo brilhante cumprimento da difícil tarefa de conter, durante cinco meses, forças inimigas superiores de romperem as posições por nós escolhidas no rio Lovcha e por repelir, em 30 de novembro de 1877, o ataque contra Mechka."
Nicolau II foi agraciado com a 4.ª classe da ordem em 25 de outubro de 1915 por permanecer na zona de ação da artilharia alemã.

## Condecorações após aRevolução de Fevereiro
Em 7 de julho (24 de junho no calendário juliano) de 1917, o Governo Provisório autorizou a concessão de Cruzes de São Jorge de soldado a oficiais, e da Ordem de São Jorge a soldados; em 11 de julho (28 de junho no calendário juliano) de 1917, essa decisão foi anunciada pela ordem nº 534 do comandante supremo, general de cavalaria A. A. Brusilov; em 16 (3) de julho de 1917, foi emitida ordem semelhante ao exército e à marinha, nº 26, pelo ministro da guerra Aleksandr Kerenski.

## Condecorações durante a Guerra Civil

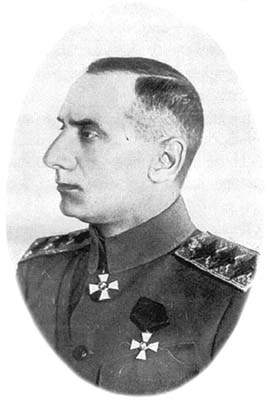
Kolchak com as ordens de 3.ª e 4.ª classe

A ausência de um comando unificado e a dispersão territorial dos exércitos brancos levaram ao fato de que não foi criada uma condecoração comum. Também não foi estabelecida uma posição única sobre a possibilidade de condecorar oficiais com ordens pré-revolucionárias.
Em dezembro de 1918, Aleksandr Kolchak retomou as condecorações com a Ordem de São Jorge. O primeiro entre os agraciados, de acordo com a ordem n.º 65 de 3 de dezembro de 1918, foi o comandante do 7.º Regimento de Fuzileiros Tchecoslovacos, coronel Eduard Kadlec. Pela ordem n.º 30 de 9 de fevereiro de 1919, foi cancelada a concessão a oficiais e o uso por oficiais das Cruzes de São Jorge com ramos de louro, bem como a concessão a soldados e o uso por soldados das Ordens de São Jorge recebidas segundo a decisão do Governo Provisório.
No total, na Frente Oriental, 124 oficiais receberam condecorações de São Jorge, dos quais 26 foram agraciados com a Arma de São Jorge, 88 com a ordem de 4.ª classe e 10 oficiais receberam a ordem de 3.ª classe, incluindo o próprio Kolchak, que foi condecorado com a Ordem de São Jorge de 3.ª classe.
Além disso, o atamã Semionov, que assumiu o comando da Frente Oriental após a prisão e execução de Kolchak, condecorou 15 pessoas com a Arma de São Jorge e 14 com a Ordem de São Jorge de 4.ª classe.
O governador-geral da Região Norte, Miller, já no verão de 1918 restabeleceu as antigas ordens, incluindo a Ordem de São Jorge e a Arma de São Jorge. De acordo com as ordens do governador-geral da Região Norte, 35 pessoas foram condecoradas com a Arma de São Jorge e 29 com a Ordem de São Jorge de 4.ª classe, entre elas cinco condecorações foram concedidas a oficiais ingleses entre os intervencionistas.
No Exército do Noroeste, comandado a partir de junho de 1919 pelo general de infantaria Nikolai Iudenitch, são conhecidos dois casos de condecoração com a Ordem de São Jorge de 4.ª classe e um caso de concessão da Arma de São Jorge.
No sul da Rússia, no território do Exército do Don a partir do fim de maio de 1918, era amplamente praticada a concessão de antigas ordens, tanto por méritos militares como civis, porém não foi possível identificar casos de condecoração com a Ordem de São Jorge ou com a Arma de São Jorge no Exército do Don.
No Exército Voluntário e nas Forças Armadas do Sul da Rússia (VSUR) a ordem não foi entregue. O único caso, não confirmado documentalmente e conhecido apenas por memórias, é a condecoração do capitão de 3.ª classe da Marinha francesa, posteriormente vice-almirante Émile Muselier (1882–1965), comandante da canhoneira Scarp, pela defesa de Mariupol.
Em 9 de março de 1921 ocorreu a única condecoração com a Ordem de São Jorge de 4.ª classe no Exército Russo de Piotr Wrangel. Naquela ocasião, foi agraciado o general do Exército do Reino dos Sérvios, Croatas e Eslovenos, futuro primeiro ministro da guerra da Iugoslávia, Stevan Hadžić (1868–1931), pelos combates de agosto a setembro de 1916 contra o exército búlgaro.
Quanto às Cruzes e Medalhas de São Jorge destinadas a soldados, a concessão delas a praças, cossacos, voluntários de carreira, sargentos, cadetes, voluntários e irmãs de caridade ocorreu em todos os territórios ocupados pelos Exércitos Brancos. No Extremo Oriente, nos anos de 1921–1922, os oficiais eram, via de regra, condecorados com as Cruzes de São Jorge destinadas a soldados, o que é confirmado por numerosas fotografias. Entretanto, em alguns casos, não havia registro no histórico de serviço.

## Medalha de São Jorge

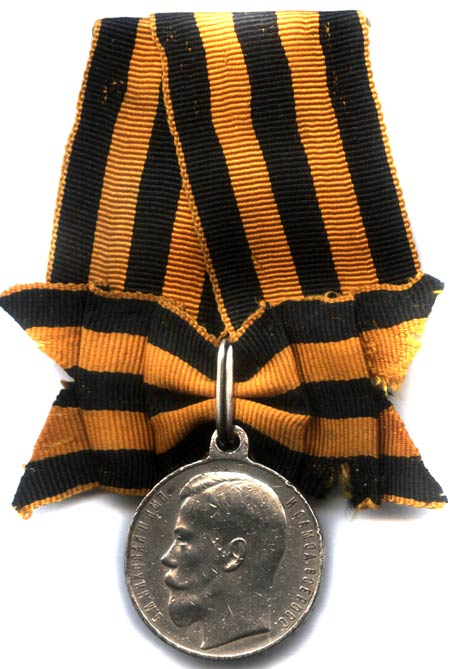
Medalha de São Jorge de 3.ª classe

A Medalha de São Jorge foi instituída em 10 de agosto de 1913 em substituição à medalha "Por Bravura", criada em 1878, e passou a ser vinculada à Ordem de São Jorge. Era concedida a praças que demonstrassem coragem e bravura, tanto em tempos de guerra quanto de paz.
Diferentemente da Cruz de São Jorge, a medalha podia também ser entregue a civis que tivessem realizado feitos de combate contra o inimigo, conforme previsto no estatuto da Cruz.
A medalha possuía quatro classes, como a cruz, e era usada nas mesmas presilhas com a fita de São Jorge. As classes seguiam a mesma diferenciação: as duas superiores (1.ª e 2.ª classe) eram feitas de ouro; as duas inferiores (3.ª e 4.ª classe), de prata. As medalhas de 1.ª e 3.ª classe vinham com laço.
As medalhas de São Jorge eram usadas no peito, à direita das demais medalhas e à esquerda das Cruzes de São Jorge e das insígnias peitorais das ordens.

## Restauração na Federação da Rússia
A Ordem de São Jorge foi restaurada na Federação da Rússia em 1992. O Decreto do Presidium do Soviete Supremo da Federação da Rússia nº 2424-I, de 2 de março de 1992, “Sobre as condecorações estatais da Federação da Rússia”, estabeleceu:
| “ | …restaurar a ordem militar russa de São Jorge e a insígnia ‘Cruz de São Jorge’. | ” |

Esse decreto foi aprovado pela Resolução do Soviete Supremo da Federação da Rússia nº 2557-I, de 20 de março de 1992, intitulada “Sobre a aprovação do Decreto do Presidium do Soviete Supremo da Federação da Rússia ‘Sobre as condecorações estatais da Federação da Rússia’”. O estatuto da ordem restaurada foi oficialmente definido apenas em 2000, e as primeiras condecorações ocorreram em 2008.